# Tute
Tute (prononcé en espagnol : [ˈtute] ) (en arabe: توتي; touti au Maroc) est un jeu de cartes de style bataille de la famille As-Dix qui se joue de deux à quatre joueurs. Originaire d'Italie, où il était connu sous le nom de Tutti, au XIXe siècle, le jeu s'est répandu en Espagne, devenant l'un des jeux de cartes les plus populaires du pays, Le nom du jeu a ensuite été modifié par les hispanophones, qui ont commencé à appeler le jeu Tute . Le jeu se joue avec un jeu de cartes  traditionnel espagnol, ou naipes , qui est très similaire au jeu de 40 cartes italien.
Ce jeux est également l'un des jeux de carte les plus populaire au Maroc sous le nom de "Touti" et se joue avec des cartes Marocaines traditionnelles très proches des cartes Espagnoles avec un jeux de 40 cartes. Se jouant traditionnellement en famille aujourd'hui sa version online est devenu populaire avec l'apparence de plusieurs sites web au Maroc.
Les règles de jeux au Maroc sont quasiment les mêmes qu'en Espagne, ou les parties se jouent généralement au premier arrivé à 600 points.
La version classique du jeu est Tute à deux joueurs, tandis que la plus jouée est Tute en paires, où quatre joueurs forment deux équipes. Le but du jeu est de marquer le plus de points dans la baza (une pile à côté d'un joueur qui contient les cartes que le joueur obtient après avoir remporté un pli) et par des déclarations (détenant certaines combinaisons de cartes). En raison de sa grande popularité, plusieurs variantes du jeu existent.

## Histoire
Tute est originaire d'Italie.  Le jeu appartient à la même famille que Brisca et a des règles similaires dans le gameplay et le décompte final des points. Le nom du jeu provient du mot italien Tutti (tout), la déclaration qu'un joueur annonce lorsqu'il tient les quatre rois,  ou quatre valets.

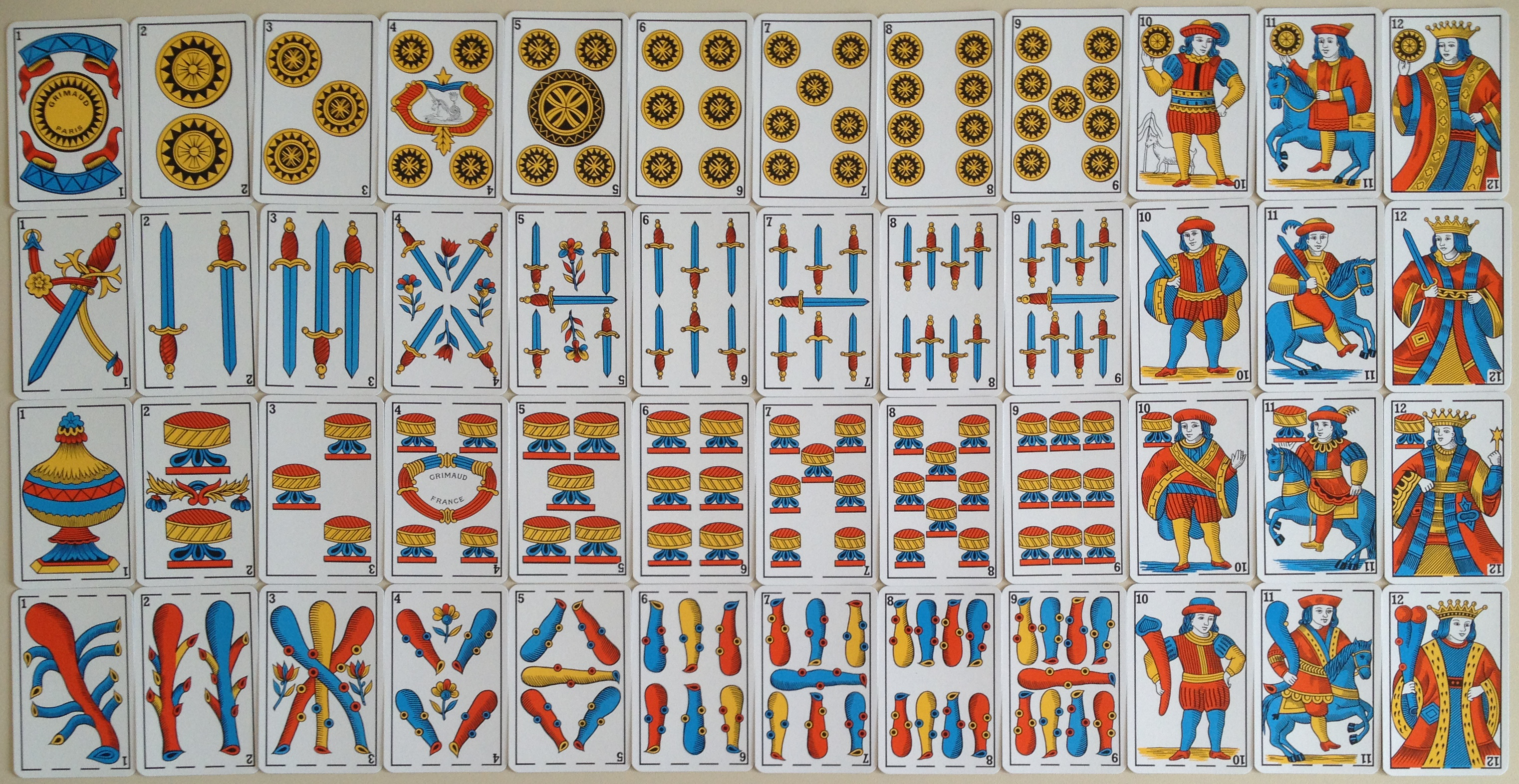

Ayant évolué durant les siècles, le jeux de Cadix n'est plus resté populaire qu'au Maroc avec ce set de cartes alors qu'en Espagne il a été supplanté par le model Catalan Moderne qui néanmoins garde les mêmes principes, le changement est plutôt esthétique.
Les Marocains ont gardé le mêmes principes de quatre couleurs à savoir, l'Épée, la Coupe, l'Or et le Bâton
| Couleur  |         |         |      |        |
| Marocain | Shbada  | Goubass | Dheb | Khal   |
| Espagnol | Espadas | Copas   | Oros | Bastos |
| Français | Épée    | Coupe   | Or   | Bâton  |

Le motif national espagnol, également connu sous le nom de motif vieux catalan, est un motif de carte à jouer utilisé depuis le XVIe ou XVIIe siècle. Il s'est répandu de la Catalogne et de l'Aragon au reste de l'Espagne au XVIIIe siècle avant de cesser sa production dans son pays d'origine au début du XIXe siècle. Ce modèle est encore très populaire au Maroc pour jouer au Touti mais également un grand nombre d'autres jeux .
| Couleur  |         |       |       |         |
| Anglais  | Swords  | Cups  | Coins | Clubs   |
| Catalan  | Espases | Copes | Oros  | Bastons |
| Espagnol | Espadas | Copas | Oros  | Bastos  |

## But du jeu

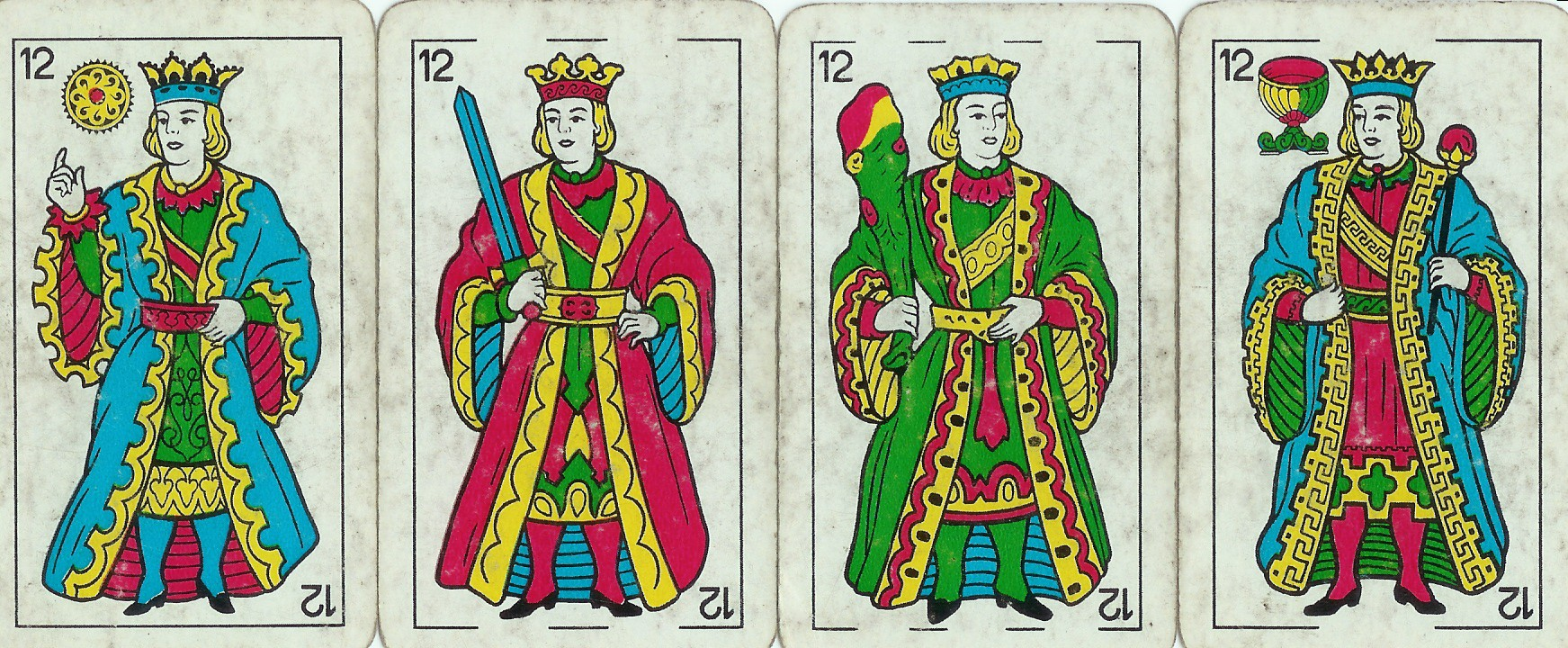
Les quatre Rois vous confère un Tutti.

Le jeu se joue avec un jeu de cartes espagnol, divisé en quatre couleurs: Oros (pièces de monnaie), Espadas (épées), Copas (coupes) et Bastos (gourdins).
Les 8 et 9 de chaque couleur sont exclus, laissant quarante cartes dans le paquet.
Le but du jeu est de marquer le plus de points dans la baza et à partir des déclarations (voir la référence ci-dessous).
Le premier couple arrivé à 600 points dans le jeux a quatre gagne la partie, sachant que le jeux totalise 130 points et que l'on peut chanter 40 points si le roi et le cavalier encore en main sont de l'atout et de 20 points si une des trois autres couleurs encore en main, une main peut donc arriver à un total de 230, chose rarissime.

## Déroulement du jeu

### Tute à deux joueurs.

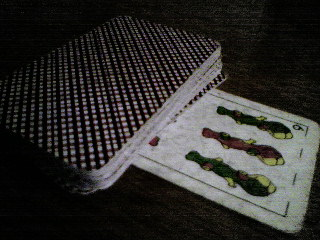
Position de l'atout dans le deck dans une partie à deux

Cette variante de Tute s'appelle "Tute Habanero". Chaque joueur reçoit huit cartes et la suivante relève des atouts . La carte supérieure est placée perpendiculairement  sous le stock . 
Le non-donneur mène n'importe quelle carte au premier pli. Le deuxième joueur doit emboîter le pas et diriger le pli si possible. Si le deuxième joueur n'a rien dans la couleur menée, mais a un ou plusieurs atouts, il doit jouer un atout. Ce n'est que si le deuxième joueur n'a aucune carte de la couleur menée et aucun atout que n'importe quelle autre carte peut être jouée. Le pli est remporté par l'atout supérieur ou, si aucun atout n'est joué, par la carte la plus élevée de la couleur menée. 
Le joueur gagnant prend les deux cartes du tour et les place face cachée dans une pile séparée sur la table, appelée baza . Ces cartes restent hors jeu jusqu'à ce que les scores soient calculés à la fin du tour. 

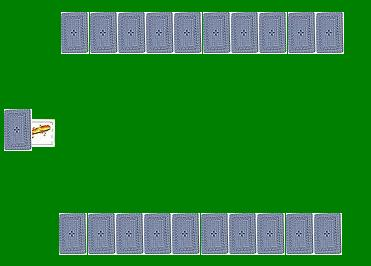
Position des cartes dans une partie à deux

Le gagnant du pli prend la première carte du stock et le perdant la seconde. Le gagnant du tour peut alors faire toutes les annonces avant de passer au tour suivant. Ainsi, jusqu'à ce que le stock soit épuisé, de sorte que, jusqu'à ce point, ils détiennent chacun huit cartes au début de chaque tour. Lorsque l'atout est supérieur à un 7 (As, Trois, Roi, Chevalier ou Valet), le joueur qui détient le 7 des atouts peut l'échanger contre l'atout. Les 7 et les cartes de moindre valeur (6, 5 et 4) ne peuvent être échangés plus tard que par un 2. Les échanges d'atout sont autorisés à tout moment dans le jeu jusqu'à ce qu'il ne reste plus que deux cartes dans le stock.
Après qu'un joueur ait fait le premier baza, ce joueur est autorisé à faire des déclarations. Une déclaration est autorisée jusqu'à ce que les deux dernières cartes soient laissées dans le stock (la dernière carte de stock face cachée et l'atout en dessous). Une fois ces deux dernières cartes de stock ramassées, toutes les cartes que les joueurs détiennent doivent être jouées afin de terminer la transaction. Une fois l'affaire terminée, les joueurs totalisent leurs scores (voir Scoring ci-dessous). Une fois le comptage terminé et leurs scores calculés, les cartes des bazas sont à nouveau mélangées en un seul stock pour être distribuées au début de la transaction suivante.

### Tute par paires

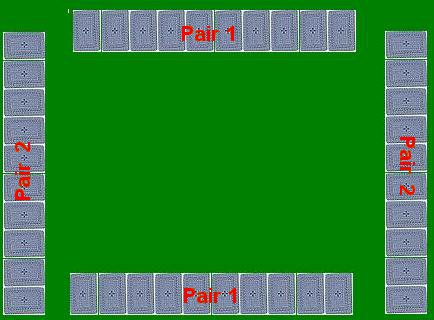
Position des joueurs dans une partie à deux

Le Tute par paires est joué à quatre joueurs - deux équipes de deux joueurs chacun - et chaque joueur reçoit dix cartes (puisqu'il y a 40 cartes, cela signifie que toutes les cartes du jeu sont distribuées). La dernière carte à être distribuée est montrée au reste des joueurs et devient l'atout. Cette carte appartient au joueur auquel elle a été distribuée. Les quatre personnes sont assises en cercle, avec des joueurs adverses à droite et à gauche de chaque joueur et des joueurs assis en face des membres de leur équipe. 
Une personne joue une carte et le joueur à la droite de cette personne, de l'équipe adverse, joue une carte. Comme pour le Tute à deux joueurs, si le deuxième joueur a une ou plusieurs cartes supérieures de la même couleur que la carte du premier joueur, l'une d'elles doit être jouée. Si le deuxième joueur a des cartes de la même couleur, mais seulement des cartes de valeur inférieure à la première carte, l'une d'elles doit être jouée. Si le deuxième joueur n'a pas de carte de la même couleur mais possède un ou plusieurs atouts, l'un d'eux doit être joué. Si le deuxième joueur n'a aucune carte de la même couleur et aucun atout, n'importe quelle autre carte peut être jouée. 
Maintenant, le joueur suivant à droite joue une carte en suivant les mêmes règles que le deuxième joueur: si possible, une carte de la même couleur que la carte du premier joueur doit être jouée, plus haute que les deux premières cartes; ou si ce n'est pas possible, alors plus bas; si aucune carte de la même couleur n'est détenue, alors si possible, un atout doit être joué; si aucun atout n'est détenu, alors n'importe quelle carte peut être jouée. Le quatrième joueur joue également une carte en suivant ces mêmes règles. 
Lorsque les quatre cartes du tour sont sur la table, la paire qui a joué la carte avec la carte la plus forte remporte la main. La couleur d'atout bat les trois autres couleurs, avec le classement des atouts du plus fort au plus faible comme suit: As-3-Roi-Chevaliers-Valet-7-6-5-4-2. La prochaine couleur la plus forte est celle que le premier joueur a joué, encore une fois, le classement des cartes étant As-3-Roi-Chevaliers-Valet-7-6-5-4-2. Les cartes des deux autres couleurs perdent toujours contre les atouts et la couleur du premier joueur. L'équipe gagnante place les quatre cartes du tour dans sa baza . Les règles pour les déclarations sont similaires au Tute à deux joueurs, mais il est obligatoire de déclarer les cartes après qu'un joueur ou le partenaire commence un baza . Seule l'équipe de notation peut déclarer. Pour déclarer ses cartes, l'équipe adverse doit commencer un baza . Il n'est pas permis de déclarer des cartes dans les jeux qui suivent le début d'un baza. Une fois la main terminée, le comptage commence (voir Scoring ci-dessous). À la fin du décompte et après le calcul du score, les cartes des bazas sont à nouveau mélangées en une seule pile pour être distribuées au début du tour suivant.  La distribution des cartes tourne dans le sens anti-horaire pendant les mains suivantes. 
Les parties de tute sont jouées jusqu'à ce qu'un nombre établi de points de jeu soit atteint. Chaque fois qu'un des concurrents remporte une manche, un point est ajouté au score total du joueur ou de la paire. De nouvelles rondes sont jouées jusqu'à ce qu'un joueur ou une paire atteigne l'objectif de points de jeu (les matchs à trois et six points sont les plus courants). Lorsque le nombre est atteint, le joueur ou la paire gagne. 
Le gagnant (ou la paire de gagnants) du tour est déterminé par le total des points de tour que chaque joueur (ou paire) accumule. Ces points sont calculés comme la somme des valeurs des cartes dans baza, des points bonus pour les déclarations et du bonus final du tour.

### Valeurs de la carte
Les valeurs des cartes sont associées à leurs rangs:
| Carte           |           |              |           |                     |              |
| Nom             | As (as)   | Tres (trois) | Rey (roi) | Caballo (chevalier) | Sota (valet) |
| Valeur (points) | 11 points | 10 points    | 4 points  | 3 points            | 2 points     |

Les autres cartes (7-6-5-4-2) sont appelées cartas blancas (cartes blanches) car leur valeur est de zéro point rond. 

### Déclarations

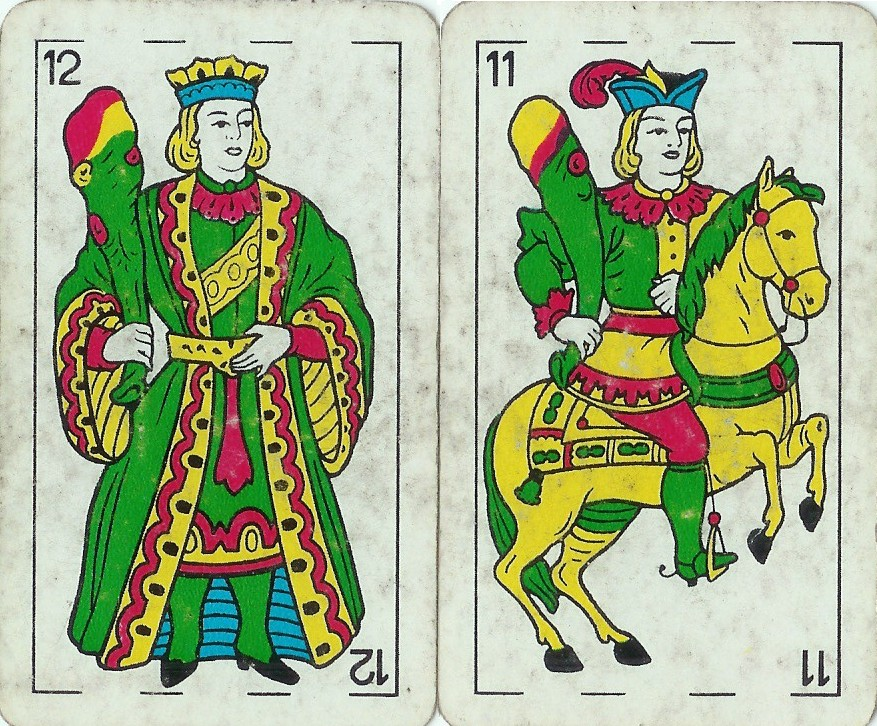
Selon la couleur de l'atout, cette combinaison donne au joueur 20 ou 40 points de tour supplémentaires

Un joueur (ou une paire), qui remporte au moins un pli, reçoit une capacité à gagner plus de points de round en déclarant les combinaisons de cartes. Dans Tute in Pairs, les déclarations peuvent être effectuées jusqu'à la fin du tour; dans Tute à deux joueurs, cette capacité persiste jusqu'à ce qu'il ne reste plus que deux cartes dans le paquet. 
Le joueur, qui a rassemblé les quatre rois, a le droit de déclarer le tute (tous), ce qui termine automatiquement le tour avec la victoire d'un collectionneur. Ayant à la fois le roi et le chevalier de la combinaison d'atout, on peut déclarer las cuarenta (quarante), marquant 40 points supplémentaires. La combinaison du roi et du chevalier de tout autre costume peut être déclarée veinte (vingt); il ajoute 20 points ronds au score du joueur. Si possible, un joueur peut déclarer plusieurs combinaisons. Dans de tels cas, les déclarations avec la valeur de point d'arrondi la plus élevée doivent être faites en premier. Par exemple, après avoir déclaré veinte, le joueur perd le droit de déclarer las cuarenta, bien que déclarer un autre veinte soit toujours autorisé. Dans les parties à deux joueurs, la règle de l'ordre de déclaration s'applique uniquement aux déclarations entre chaque tour est joué, de sorte que le joueur peut déclarer las cuarenta après veinte si la combinaison est collectée en choisissant la carte précédemment manquante dans le stock. 
Le total des points que le joueur (ou la paire) a gagnés est calculé comme la somme des valeurs des cartes collectées dans le baza et des valeurs des combinaisons déclarées.  Le gagnant du dernier pli reçoit également dix points de ronde bonus.  La valeur totale du jeu (et donc le nombre maximum de points ronds) est de 230 points.
| Points pour les cartes collectées dans baza | Points pour les cartes collectées dans baza | Points pour les cartes collectées dans baza | Points pour les cartes collectées dans baza | Points pour les cartes collectées dans baza | Points pour les cartes collectées dans baza | Déclarations  | Déclarations | Dernier tour gagné | Total |
| Rang de la carte                            | Knaves                                      | chevalier                                   | roi                                         | Trois                                       | As                                          | Las cuarenta! | Veine        | Dernier tour gagné | Total |
| ------------------------------------------- | ------------------------------------------- | ------------------------------------------- | ------------------------------------------- | ------------------------------------------- | ------------------------------------------- | ------------- | ------------ | ------------------ | ----- |
| Quantité                                    | 2                                           | 0                                           | 1                                           | 3                                           | 2                                           | Las cuarenta! | Veine        | Dernier tour gagné | Total |
| Points                                      | 2 × 2                                       | 0 × 3                                       | 1 × 4                                       | 3 × 10                                      | 2 × 11                                      | 1 × 40        | 0 × 20       | 1 × 10             | 110   |

En raison de la popularité du jeu en Espagne, des modifications des règles traditionnelles sont apparues au niveau régional, créant des variations. Les variantes sont jouées avec des règles similaires au Tute normal, mais différant par le nombre de cartes, les règles pour les déclarations et d'autres modifications mineures des règles traditionnelles. 